# Mémorial aux esclaves

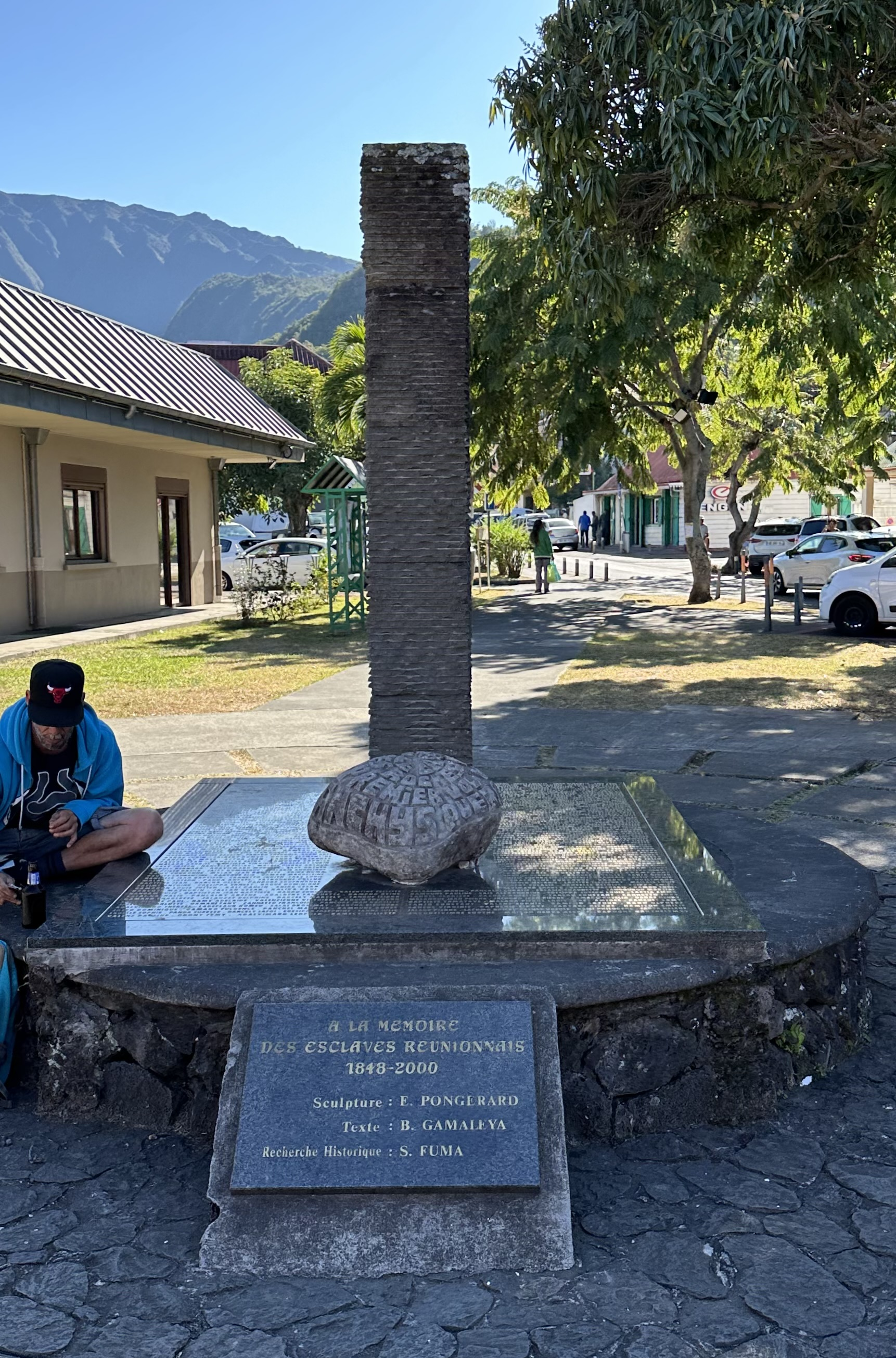
Denkmal in Entre-Deux, 2024

Mémorial aux esclaves (deutsch Denkmal für die Sklaven) ist ein an die Sklaverei erinnerndes Denkmal in Entre-Deux auf der französischen Insel Réunion.

## Lage
Das Denkmal befindet sich im Ortszentrum von Entre-Deux, nahe dem Rathaus der Gemeinde, an der Ecke der südlich verlaufenden Rue Fortune Hoarau und der östlich darauf einmündenden Rue du Commerce.

## Geschichte
Das Denkmal wurde von Eric Pongérard geschaffen und am 20. Dezember 2000 eingeweiht. Es ist als Teil eines Gesamtgedenkens an die Geschichte der Sklaverei vor Ort konzipiert und entstand als erstes von sieben geplanten Denkmälern, die eine Route zum Gipfel des Dimitile markieren.

## Gestaltung
Das Denkmal besteht aus einer auf einem kreisförmigen Steinsockel liegenden Granitplatte, auf der die Namen dutzender Sklaven eingraviert sind. Aus der Platte erhebt sich senkrecht eine Stele, die aus horizontal gestapelten und mit Mörtel verbundenen Schichten besteht. Vor der Basis der Stele liegt ein Stein, in den ein Text von Boris Gamaleya (1930–2019), ein Dichter aus Réunion, eingearbeitet ist.
Der Text im Stein lautet: Le chant des roches essuie son premier vol hors des manchys quelconques.
Vor dem Ensemble liegt schräg eine Inschriftenplatte, die den Gegenstand des Gedenkens und die Schöpfer des Denkmals benennt:
A LA MEMOIRE

DES ESCLAVES REUNIONNAIS

Sculpture: E. PONGERARD

Texte: B. GAMALEYA

Recherche Historique: S. FUMA

1848–2000